# Adele Island (Australien)
Adele Island ist eine kleine, unbewohnte Insel, die sich vor Australien im Indischen Ozean befindet. Administrativ gehört sie zu Western Australia und wird vom Umweltministerium verwaltet.

## Geographie
Adele Island liegt etwa 100 km nordnordöstlich von Cape Leveque. Die Insel hat eine Fläche von 217 ha bei einer Länge von 2,9 km und Breite von 1,6 km. Sie ist flach mit einer maximalen Höhe von lediglich etwa 4 m. Sie besteht aus mit Gras bewachsenem Sand und weist eine große Lagune auf. Umgeben ist sie auf einer Fläche von etwa 25 mal 11 km von Sandbänken und Korallenriffen.

## Geschichte
Benannt wurde die Insel während der die Küsten Australiens erkundenden Baudin-Expedition von Nicolas Baudin als Île Adèle. 1801 hielten sie sie aus der Ferne noch für einen Teil des Kontinents, doch bei ihrer Kampagne 1803 erkannten sie ihren Fehler. Die westliche Landspitze tauften sie Cap Mollien. Der Name der Insel tauchte 1811 auf der Karte Australiens von Louis de Freycinet auf, der ersten veröffentlichten Karte, die ganz Australien zeigte.
1951 wurde auf der Insel ein Leuchtturm aus einer Stahlkonstruktion errichtet. Das weiße Blinklicht wurde 1985 durch eine solarbetriebene Rundumleuchte ersetzt. Zudem wurde eine Radarantwortbake aufgestellt und meteorologische Messgeräte. 2000 wurde die Insel und die direkte Umgebung als Naturschutzgebiet (Adele Island Nature Reserve) mit einer Fläche von 271 ha ausgewiesen.

## Flora und Fauna
Die Vegetation besteht auf den niedrigen Flächen aus Süßgräsern der Art Sporobolus virginicus, während auf den etwas höheren die Spinifex-Süßgräserart Spinifex longifolius wächst. Erstere Flächen nutzen Weißbauchtölpel für ihre Nester, während Arielfregattvogel zweitere bevorzugen.
Die Insel wurde von BirdLife International als Important Bird Area (IBA, „wichtiges Vogelgebiet“) identifiziert und ist ein Schutzgebiet. Bei einer Untersuchung zwischen 19. und 24. November 2004 wurden insgesamt 24.070 Vögel beobachtet. Zur Avifauna gehören Meeresvögel wie der genannte Arielfregattvogel und Weißbauchtölpel sowie der Maskentölpel, der Rotfußtölpel, die Zwergseeschwalbe, die Zügelseeschwalbe und der Weißkappennoddi. Darüber hinaus finden sich Regenpfeifer wie die Pfuhlschnepfe (potentiell gefährdet), der Wüstenregenpfeifer, der Steinwälzer, der Rotkehlstrandläufer (potentiell gefährdet) und der Grauschwanzwasserläufer (potentiell gefährdet). Eine weitere vorkommende Vogelart ist der Riffreiher und auch der Brillenpelikan wurde beim Brüten auf der Insel beobachtet. 2004 wurde mit unbekanntem Erfolg versucht Pazifische Ratten, die eine Bedrohung für brütende Vögel darstellen, auf der Insel auszurotten. Diese wurden auf der Insel erstmals 1891 entdeckt und wurden in der Vergangenheit auf zahlreichen australischen Inseln, jedoch nicht dem Festland, eingeschleppt. Vor der Insel kommen Grüne Meeresschildkröten vor, die diese vermutlich auch zur Eiablage nutzen.